# Région fortifiée de Hel
Pour les articles homonymes, voir Hel.

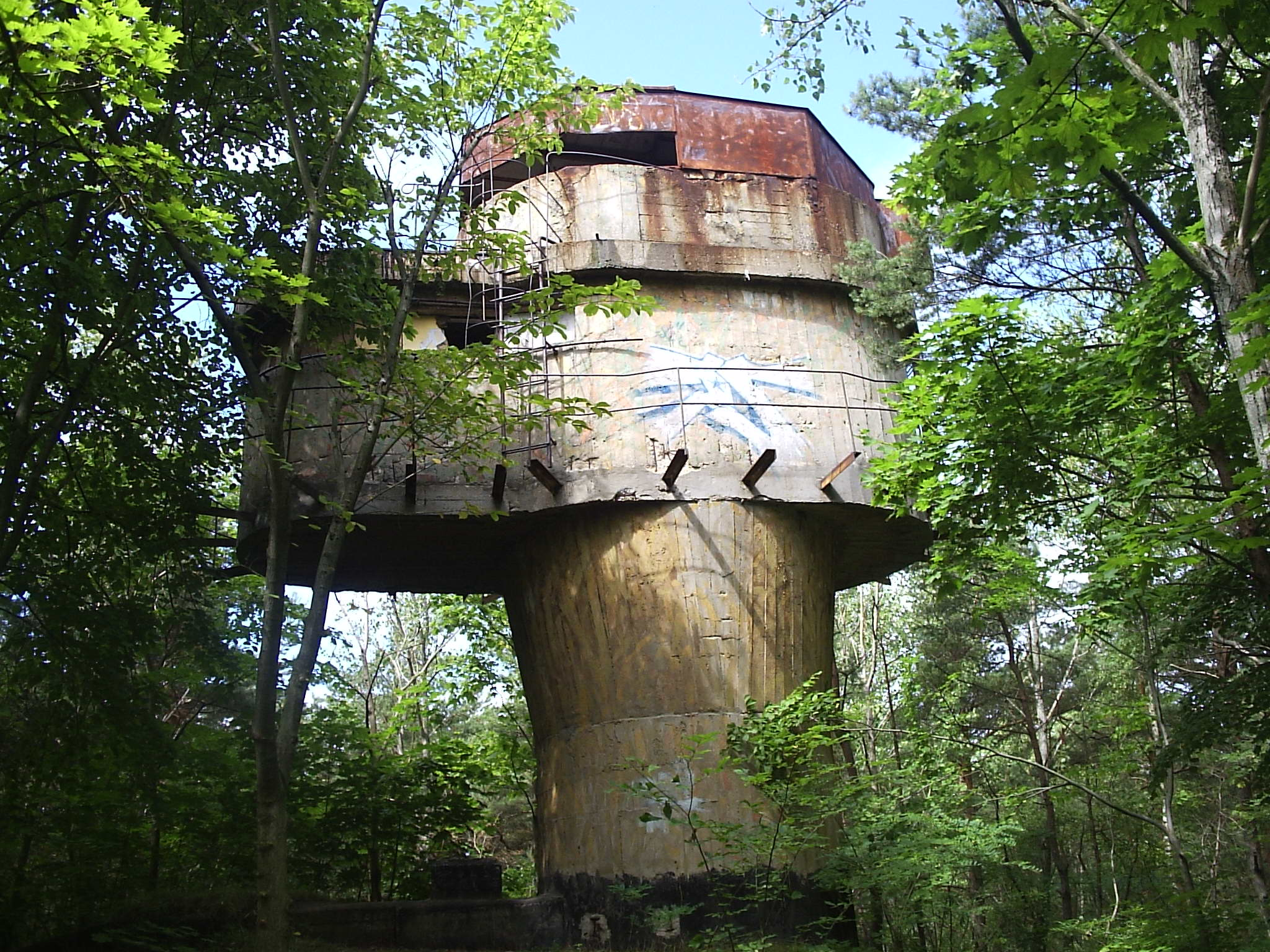
Tour d'observation.

La région fortifiée de Hel (polonais : Rejon Umocniony Hel) est un ensemble de fortifications, bâties sur la péninsule de Hel, sur la côte baltique de la Pologne. La région  fut fortifiée dans les années 1930 et opposa une forte résistance lors de l'invasion allemande en 1939. Ses fortifications furent renforcées pendant la guerre froide. Elles  ne sont plus actives aujourd'hui et sont désignées au titre de monuments militaires. 

## Brève histoire

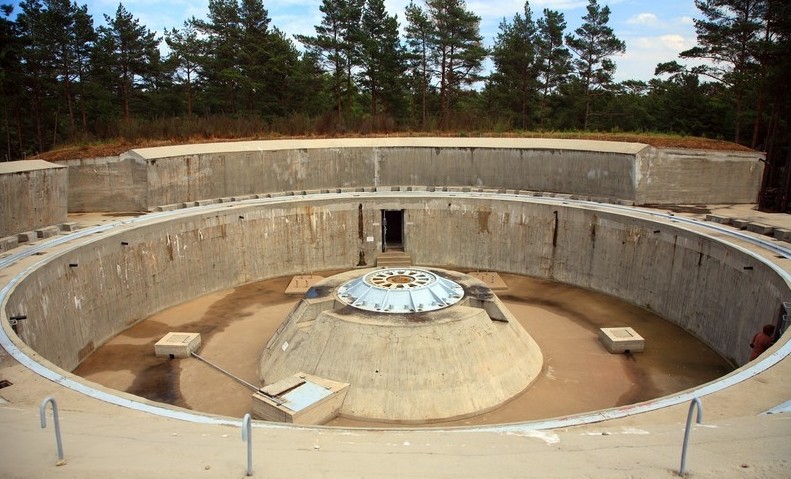
Batterie B2 Schleswig-Holstein.

La région fortifiée a été créée en 1936, sur décret du président Ignacy Mościcki. 
Lors de la campagne de Pologne de 1939, ce fut la dernière place-forte à se rendre à la Wehrmacht le 2 octobre 1939. Défendue par 2 000 soldats polonais, elle fut le théâtre d'une bataille acharnée, au cours de laquelle de nombreux avions de la Luftwaffe furent abattus. 
Durant l'Occupation, elle devint un centre de formation majeur des équipages des sous-marins U-Boot de la Kriegsmarine. La région ne sera libérée par les Soviétiques que le 14 mai 1945, six jours après la capitulation nazie.
Sous la république populaire de Pologne et lors de la guerre froide, Hel n'a pas perdu son importance stratégique. Elle figurait parmi les bases militaires les plus protégées du pays. Elle fut reconstruite et renforcée avec des batteries de fabrication soviétique de 130 mm. En 1999, ce qui reste de ces fortifications est désigné au titre de monuments militaires.